# 1856
| [ Edytuj tabelę ]              | |
| Król Polski (tytularny)        | - 1855 Aleksander II Romanow 1881 |
| Emir Afganistanu               | - 1842 Dost Mohammad Chan 1863 |
| Współksiążęta Andory           | - 1853 Josep Caixal i Estradé 1879 - 1848 Karol Ludwik Napoleon Bonaparte 1870                                                                  |
| Prezydent Argentyny            | - 1852 gen. Justo José de Urquiza 1860 |
| Cesarz Austrii                 | - 1848 Franciszek Józef I 1916 |
| Król Bawarii                   | - 1848 Maksymilian II 1864 |
| Król Belgów                    | - 1831 Leopold I 1865 |
| Premier Belgii                 | - 1855 Pieter Dedecker 1857 |
| Prezydent Boliwii              | - 1855 Jorge Córdova 1857 |
| Cesarz Brazylii                | - 1831 Pedro II 1889 |
| Sułtan Brunei                  | - 1852 Abdul Momin 1885 |
| Prezydent Chile                | - 1851 Manuel Montt 1861 |
| Cesarz Chin                    | - 1850 Xianfeng 1861 |
| Król Czech                     | - 1848 Franciszek Józef I 1916 |
| Król Danii                     | - 1848 Fryderyk VII 1863 |
| Premier Danii                  | - 1854 Peter Georg Bang 1856 - 1856 Carl Christoffer Georg Andræ 1857                                                                           |
| Dalajlama                      | - 1838 Khedrub Gjaco 1856 |
| Prezydent Dominikany           | - 1854 Pedro Santana 1856 - 1856 Manuel de Regla Mota 1856 - 1856 Buenaventura Báez 1858                                                        |
| Władca Egiptu                  | - 1854 Sa’id Pasza 1863 |
| Prezydent Ekwadoru             | - 1851 José María Urbina 1856 - 1856 Francisco Robles 1859                                                                                      |
| Cesarz Etiopii                 | - 1855 Teodor II 1868 |
| Cesarz Francuzów               | - 1852 Napoleon III 1870 |
| Król Grecji                    | - 1831 Otton I 1862 |
| Prezydent Gwatemali            | - 1851 Rafael Carrera y Turcios 1865 |
| Cesarz Haiti                   | - 1849 Faustyn I 1859 |
| Król Hawajów                   | - 1854 Kamehameha IV 1863 |
| Król Hiszpanii                 | - 1833 Izabela II 1868 |
| Król Holandii                  | - 1849 Wilhelm III 1890 |
| Premier Holandii               | - 1853 Floris Adriaan van Hall 1856 - 1856 Justinus van der Brugghen 1858                                                                       |
| Prezydent Hondurasu            | - 1855 Francisco de Aguilar (p.o.) 1856 - 1856 José Santos Guardiola Bustillo 1862                                                              |
| Szach Iranu                    | - 1848 Naser ad-Din Szah 1896 |
| Państwo Wielkich Mogołów       | - 1837 Bahadur Szah II 1858 |
| Król Irlandii                  | - 1837 Wiktoria Hanowerska 1901 |
| Cesarz Japonii                 | - 1846 Kōmei 1866 |
| Kalif                          | - 1839 Abdülmecid I 1861 |
| Emir Kataru                    | - 1847 Muhammad ibn Sani 1878 |
| Prezydent Kolumbii             | - 1855 Manuel Maria Mallarino 1857 |
| Patriarcha Konstantynopola     | - 1855 Cyryl VII 1860 |
| Prezydent Kostaryki            | - 1849 Juan Rafael Mora Porras 1859 |
| Emir Kuwejtu                   | - 1814 Dżabir I 1859 |
| Prezydent Liberii              | - 1848 Joseph Jenkins Roberts 1856 - 1856 Stephen Allen Benson 1864                                                                             |
| Książę Liechtensteinu          | - 1836 Alojzy II 1858 |
| Wielki książę Luksemburga      | - 1849 Wilhelm III 1890 |
| Premier Luksemburga            | - 1853 Charles-Mathias Simons 1860 |
| Sułtan Maroka                  | - 1822 Abd ar-Rahman 1859 |
| Prezydent Meksyku              | - 1855 Ignacio Comonfort 1857 |
| Książę Monako                  | - 1841 Florestan I 1856 - 1856 Karol III 1889                                                                                                   |
| Król Nawarry                   | - 1848 Napoleon I 1870 |
| Król Nepalu                    | - 1847 Surendra 1881 |
| Premier Nepalu                 | - 1846 Jang Bahadur Rana 1856 - 1856 Bam Bahadur Kunwar 1857                                                                                    |
| Prezydent Nikaragui            | - 1855 Patricio Rivas (p.o.) 1857 |
| Król Norwegii                  | - 1844 Oskar I 1859 |
| Premier Nowej Zelandii         | - 1856 Henry Sewell 1856 - 1856 William Fox 1856 - 1856 Edward Stafford 1861                                                                    |
| Sułtan Omanu                   | - 1807 Sa’id ibn Sultan 1856 - 1856 Suwajni ibn Sa’id 1866                                                                                      |
| Papież                         | - 1846 Pius IX 1878 |
| Prezydent Paragwaju            | - 1844 Carlos Antonio López 1862 |
| Książę Parmy i Piacenzy        | - 1854 Robert 1859 |
| Prezydent Peru                 | - 1855 Ramón Castilla 1862 |
| Król Portugalii                | - 1853 Piotr V 1861 |
| Król Prus                      | - 1840 Fryderyk Wilhelm IV 1861 |
| Car Rosji                      | - 1855 Aleksander II 1881 |
| Król Saksonii                  | - 1854 Jan Wettyn 1873 |
| Prezydent Salwadoru            | - 1854 José María San Martín 1856 - 1856 Francisco Dueñas (p.o.) 1856 - 1856 Rafael Campo 1858                                                  |
| Kapitanowie Regenci San Marino | - 1855 Giovanni Benedetto Belluzzi Marino Masi 1856 - 1856 Giuseppe Filippi Pietro Righi 1856 - 1856 Melchiorre Filippi Gaetano Simoncini 1857  |
| Książę Serbii                  | - 1842 Aleksander Karadziordziewić 1858 |
| Król Sardynii                  | - 1849 Wiktor Emanuel II 1861 |
| Prezydent Szwajcarii           | - 1856 Jakob Stämpfli 1856 |
| Król Szwecji                   | - 1844 Oskar I 1859 |
| Król Tajlandii                 | - 1851 Mongkut 1868 |
| Sułtan Turków                  | - 1839 Abdülmecid I 1861 |
| Prezydent Urugwaju             | - 1853 Fructuoso Rivera 1859 - 1855 Manuel Basilio Bustamante (p.o.) 1856 - 1856 José María Piá (p.o.) 1856 - 1856 Gabriel Antonio Pereira 1860 |
| Prezydent USA                  | - 1853 Franklin Pierce 1857 |
| Prezydent Wenezueli            | - 1855 José Tadeo Monagas 1858 |
| Król Węgier                    | - 1848 Franciszek Józef I 1916 |
| Monarcha Wielkiej Brytanii     | - 1837 Wiktoria 1901 |
| Premier Wielkiej Brytanii      | - 1855 Henry Temple 1858 |
| Cesarz Wietnamu                | - 1847 Tự Đức 1883 |

Rok 1856 / MDCCCLVI
stulecia: XVIII wiek ~
XIX wiek ~
XX wiek

dziesięciolecia:
1820–1829 •
1830–1839 •
1840–1849 •
1850–1859
• 1860–1869
• 1870–1879
• 1880–1889

lata: 1846 «
1851 «
1852 «
1853 «
1854 «
1855 «
1856
» 1857
» 1858
» 1859
» 1860
» 1861
» 1866

## Wydarzenia w Polsce
- 20 lutego – otwarto pierwszy odcinek kolei galicyjskiej im. Karola Ludwika z Krakowa do Dębicy (dł. 110,79 km).
- 27 kwietnia – w Teatrze Wielkim w Warszawie odbyła się polska premiera opery La Traviata Giuseppe Verdiego.
- 10 czerwca – lokalna gazeta została powiadomiona o odkryciu w wielkopolskim Mikorzynie pierwszego z dwóch tzw. kamieni mikorzyńskich z domniemanymi wyobrażeniami słowiańskich bóstw i napisami runicznymi. W latach 70. XIX wieku uznano odkrycie za oszustwo naukowe.
- 3 września – na kanały mazurskie wypłynął pierwszy parowiec „Masovia”.
- 26 października – Andrzej Seidler-Wiślański został prezydentem Krakowa.
- 29 października – uroczyście otwarto linię kolejową łączącą Wrocław Główny i Poznań Główny.
- 14 listopada – Poznań: uruchomiono gazownię miejską.
- 17 listopada – odbył się pierwszy pochówek na Starym Cmentarzu Żydowskim we Wrocławiu.
- 26 grudnia – uruchomiono gazownię w Warszawie.
- 27 grudnia – w Warszawie zapalono pierwsze 92 latarnie gazowe.

- Powstał browar w Żywcu.

## Wydarzenia na świecie
- 7 stycznia – Stephen Allen Benson został prezydentem Liberii.
- 29 stycznia – w Wielkiej Brytanii ustanowiony został Krzyż Wiktorii.
- 25 lutego – rozpoczął się kongres paryski w celu zakończenia wojny krymskiej.
- 19 marca – w Bratysławie po raz pierwszy zapalono uliczne lampy gazowe.
- 30 marca – koniec wojny krymskiej. Podpisano traktat pokojowy w Paryżu. Mołdawia i Wołoszczyzna otrzymały autonomię wobec Turcji. Rosja nie wycofała się z terenów zajętych w czasie wojny krymskiej.
- 31 marca – niemiecki astronom Hermann Goldschmidt odkrył planetoidę (40) Harmonia.
- 3 kwietnia – około 4 tys. osób zginęło na greckiej wyspie Rodos po wybuchu składu amunicji w Pałacu Wielkich Mistrzów w mieście Rodos.
- 16 kwietnia – w Paryżu podpisana została deklaracja dotycząca prawa wojny morskiej potwierdzająca zniesienie piractwa i zawierająca po raz pierwszy definicję blokady morskiej.
- 22 kwietnia – amerykański oficer Henry Sibley uzyskał patent na swój model namiotu wojskowego.
- 7 maja – Henry Sewell został pierwszym premierem Nowej Zelandii.
- 20 maja – William Fox został premierem Nowej Zelandii.
- 21 maja – sprzeciwiający się zniesieniu niewolnictwa tzw. Łotry Pogranicza ze stanu Missouri, wraz ze swymi zwolennikami z Kansas i przedstawicielami legislatury terytorialnej, ponownie zaatakowali i złupili miasto Lawrence na wolnym Terytorium Kansas.
- 22 maja – niemiecki astronom Hermann Goldschmidt odkrył planetoidę (41) Daphne.
- 23 maja – angielski astronom Norman Robert Pogson odkrył planetoidę Isis.
- 2 czerwca – Edward Stafford został premierem Nowej Zelandii.
- 20 czerwca – Karol III Grimaldi został księciem Monako.
- 7 sierpnia – do Australii przybyli pierwsi polscy osadnicy.
- 18 sierpnia – Kongres Stanów Zjednoczonych przyjął Ustawę o wyspach z guano.
- 19 sierpnia – Amerykanin Gail Borden opatentował mleko skondensowane.
- 8 października – władze chińskie pod zarzutem piractwa i przemytu opium zatrzymały w Kantonie brytyjski okręt HMS „Arrow”, co uznane zostało za casus belli II wojny opiumowej.
- 28 października – Portugalia: otwarto pierwszą w kraju linię kolejową pomiędzy Lizboną a Carregado.
- 8 grudnia – w Lyonie założono Stowarzyszenie Misji Afrykańskich.

- Henry Bessemer przedstawił pierwszy przemysłowy konwerter do produkcji stali, nazwany od jego imienia gruszką Bessemera.

## Urodzili się
- 2 stycznia:
  - Błażej Jaszowski, polski duchowny katolicki, teolog, wykładowca akademicki (zm. 1921)
  - Andrea Vassallo, maltański architekt (zm. 1928)
- 8 stycznia:
  - Maksymilian Heilpern, polski przyrodnik, pedagog, socjalista, zesłaniec pochodzenia żydowskiego (zm. 1924)
  - Fidelis Climent Sanchés, hiszpański kapucyn, męczennik, błogosławiony katolicki (zm. 1936)
- 10 stycznia – Antoni Karbowiak, polski pedagog, historyk oświaty i wychowania (zm. 1919)
- 11 stycznia – Christian Sinding, norweski kompozytor, pedagog muzyczny (zm. 1941)
- 12 stycznia:
  - Albert Cäsar Kalkowski, burmistrz Poznania (zm. 1921)
  - John Singer Sargent, amerykański malarz (zm. 1925)
- 19 stycznia:
  - Clemens von Delbrück, pruski polityk, nadburmistrz Gdańska (zm. 1921)
  - Józef Starkowski, polski lekarz weterynarii, tytularny generał brygady (zm. 1932)
- 23 stycznia - Aleksander Poniński, polski ziemianin, polityk (zm. 1915)
- 29 stycznia – Aleksander Brückner, polski filolog, historyk kultury (zm. 1939)
- 7 lutego – Emanuel Felke, niemiecki pastor, naturoterapeuta (zm. 1926)
- 8 lutego – Paul Nadar, francuski fotograf, pionier fotoreportażu, fotograf jedwabnego szlaku (zm. 1939)
- 10 lutego:
  - Walenty Barczewski, polski duchowny katolicki, pisarz, historyk, działacz narodowy na Warmii (zm. 1928)
  - Ingram Crockett, amerykański poeta (zm. 1936)
- 11 lutego – Antun Bauer, chorwacki duchowny katolicki, arcybiskup zagrzebski, teolog, filozof, polityk (zm. 1937)
- 12 lutego:
  - Eduard von Böhm-Ermolli, austro-węgierski i niemiecki feldmarszałek, baron (zm. 1941)
  - Henrique Lopes de Mendonça, portugalski oficer marynarki, prozaik, dramaturg, poeta (zm. 1931)
- 21 lutego – Hendrik Petrus Berlage, holenderski architekt (zm. 1934)
- 5 marca – Juliusz Albinowski, polski generał dywizji, prawnik (zm. 1929)
- 11 marca – Georges Petit, francuski marszand (zm. 1920)
- 16 marca – Napoleon IV Bonaparte, pretendent do tronu cesarskiego Francji (zm. 1879)
- 17 marca – Michaił Wrubel (ros. Михаил Александрович Врубель), rosyjski malarz i grafik (zm. 1910)
- 25 marca – Max Uhle, niemiecki archeolog (zm. 1944)
- 15 kwietnia – Jean Moréas, grecko-francuski poeta (zm. 1910)
- 17 kwietnia – Federico Cattani Amadori, włoski kardynał (zm. 1943)
- 18 kwietnia – Józef Puzyna, polski matematyk, encyklopedysta (zm. 1919)
- 19 kwietnia – Józef Słotwiński, polski nauczyciel, działacz oświatowy (zm. 1917)
- 20 kwietnia – Jean Dybowski, francuski agronom, botanik i podróżnik, pochodzenia polskiego (zm. 1928)
- 24 kwietnia – Philippe Pétain, francuski wojskowy, marszałek Francji, polityk (zm. 1951)
- 26 kwietnia:
  - Henry Morgenthau, amerykański przedsiębiorca, dyplomata (zm. 1946)
  - Joseph Ward, nowozelandzki polityk, premier Nowej Zelandii (zm. 1930)
- 1 maja:
  - Maria Krystyna od Niepokalanego Poczęcia, włoska zakonnica, założycielka Wynagrodzicielek Jezusa Sakramentalnego, święta katolicka (zm. 1906)
  - Rafał Ludwik Rafiringa, Brat Szkolny z Madagaskaru, błogosławiony katolicki (zm. 1919)
- 6 maja:
  - Robert Edwin Peary, amerykański badacz polarny (zm. 1920)
  - Sigmund Freud, austriacki neurolog i psychiatra (zm. 1939)
- 8 maja – Pedro Lascuráin Paredes, meksykański polityk, prezydent Meksyku (zm. 1952)
- 9 maja – Kazimierz Grudzielski, polski generał (zm. 1921)
- 11 maja – Alessandro Bavona, włoski duchowny katolicki, arcybiskup, nuncjusz apostolski (zm. 1912)
- 12 maja – James Hamilton Ross, kanadyjski polityk (zm. 1932)
- 15 maja – Lyman Frank Baum, amerykański pisarz (zm. 1919)
- 23 maja – Hermann Sahli, szwajcarski internista, wynalazca (zm. 1933)
- 25 maja: 
  - Ján Bahýľ, słowacki wynalazca (zm. 1916)
  - Louis Franchet d’Espérey, francuski generał, marszałek Francji (zm. 1942)
- 28 maja – Filip Rinaldi, włoski salezjanin, błogosławiony katolicki (zm. 1931)
- 1 czerwca – Władysław Ślewiński, polski malarz (zm. 1918)
- 8 czerwca – Natalia Janotha, polska kompozytorka i pianistka (zm. 1932)
- 15 czerwca – John Mosley Turner, brytyjski superstulatek (zm. 1968)
- 18 czerwca – Robert Best, australijski prawnik, polityk (zm. 1946)
- 22 czerwca – Henry Rider Haggard, brytyjski pisarz (zm. 1925)
- 27 czerwca – Pietro Grocco, włoski lekarz (zm. 1916)
- 28 czerwca – Amy Ella Blanchard, amerykańska pisarka i poetka (zm. 1926)
- 4 lipca – Ödön Téry, węgierski taternik, działacz turystyczny, lekarz (zm. 1917)
- 10 lipca – Nikola Tesla, amerykański inżynier elektryk pochodzenia chorwackiego (zm. 1943)
- 22 lipca – Chū Asai, japoński malarz (zm. 1907)
- 26 lipca – George Bernard Shaw, dramaturg i eseista pochodzenia irlandzkiego, laureat literackiej Nagrody Nobla w 1925 roku (zm. 1950)
- 27 lipca – Wacław Marian Łopuszyński polski inżynier, konstruktor parowozów (zm. 1929)
- 31 lipca:
  - Karol Malsburg, polski zootechnik, agronom (zm. 1942)
  - Bertilda Samper Acosta, kolumbijska klaryska, poetka (zm. 1910)
- 19 sierpnia – Bolesław Matuszewski polski fotograf, operator, pionier światowej i polskiej kinematografii (zm. 1943)
- 20 sierpnia – Jakub Bart-Ćišinski, serbołużycki poeta, pisarz i dramatopisarz (zm. 1909)
- 1 września – Siergiej Winogradski, rosyjski mikrobiolog (zm. 1953)
- 2 września – Edward Adam Stadnicki, polski ziemianin, prawnik (zm. 1885)
- 4 września – Franklin Sumner Earle, amerykański mykolog, fitopatolog, wykładowca akademicki (zm. 1929)
- 5 września – Thomas E. Watson, amerykański polityk, senator ze stanu Georgia (zm. 1922)
- 9 września:
  - Francesco Saverio Merlino, włoski anarchista, prawnik (zm. 1930)
  - Karol Namysłowski, polski kompozytor, dyrygent, skrzypek (zm. 1925)
- 22 września:
  - Teodor Nerander, szwedzki psychiatra (zm. 1933)
  - Tadeusz Rojowski, polski ziemianin, działacz społeczny (zm. 1938)
- 23 września – Karl Krumbacher, niemiecki bizantynolog (zm. 1909)
- 24 września – Ludwik Waryński, polski socjalista (zm. 1889)
- 28 września – Edward Herbert Thompson, amerykański archeolog i dyplomata (zm. 1935)
- 7 października:
  - John White Alexander, amerykański malarz, ilustrator (zm. 1915)
  - Edward Jones, amerykański dziennikarz, statystyk (zm. 1920)
  - Józef Kruźlewski, polski generał brygady (zm. 1937)
- 17 października – Julij Szokalski (ros. Юлий Михайлович Шокальский), rosyjski geograf, oceanograf i kartograf (zm. 1940)
- 18 października - James B. Frazier, amerykański polityk, senator ze stanu Tennessee (zm. 1937)
- 19 października - Richard Witting, niemiecki prawnik, bankowiec, polityk, nadburmistrz Poznania (zm. 1923)
- 27 października – Kenyon Cox, amerykański malarz, ilustrator, dekorator, pisarz, pedagog (zm. 1919)
- 28 października – Anna Elizabeth Klumpke, amerykańska malarka (zm. 1942)
- 30 października – Alfred von Domaszewski, austriacki historyk, wykładowca akademicki (zm. 1927)
- 1 listopada – Karol Łaganowski, polski prawnik, dziennikarz, poeta (zm. 1917)
- 15 listopada – Franciszek Vetulani, polski inżynier meliorant, urzędnik (zm. 1921)
- 2 grudnia – Louis Zutter, szwajcarski gimnastyk (zm. 1946)
- 11 grudnia – Gieorgij Plechanow (ros. Гео́ргий Валенти́нович Плеха́нов), rosyjski rewolucjonista i marksista (zm. 1918)
- 18 grudnia – Joseph John Thomson, angielski fizyk, odkrywca elektronu, laureat Nagrody Nobla (zm. 1940)
- 19 grudnia – Jan Gąsienica Daniel, polski przewodnik tatrzański (zm. 1924)
- 22 grudnia - Frank B. Kellogg, amerykański polityk, sekretarz stanu, laureat Pokojowej Nagrody Nobla (zm. 1937)
- 28 grudnia – Woodrow Wilson, 28. prezydent Stanów Zjednoczonych (zm. 1924)
- 31 grudnia – Wojciech Kossak, polski malarz batalista (zm. 1942)

## Zmarli
- 5 stycznia – David d’Angers, francuski rzeźbiarz (ur. 1788)
- 6 stycznia – Nicolas-Charles Bochsa, francuski harfista i kompozytor (ur. 1789)
- 12 stycznia – Ľudovít Štúr, słowacki językoznawca, filozof, pisarz (ur. 1815)
- 25 stycznia – Agnieszka Cao Guiying (chiń. 曹桂英雅妮), chińska męczennica, święta katolicka (ur. 1821)
- 1 lutego – Iwan Paskiewicz (ros. Иван Фёдорович Паскевич), rosyjski feldmarszałek, namiestnik Królestwa Polskiego (ur. 1782)
- 7 lutego – Rozalia Rendu, francuska szarytka, błogosławiona katolicka (ur. 1786)
- 13 lutego – Wawrzyniec Nguyễn Văn Hưởng, wietnamski ksiądz, męczennik, święty katolicki (ur. ok. 1802)
- 17 lutego – Heinrich Heine, poeta niemiecki epoki romantyzmu (ur. 1797)
- 24 lutego – Nikołaj Łobaczewski (ros. Николай Иванович Лобачевский), rosyjski matematyk (ur. 1792)
- 25 lutego – Wawrzyniec Bai Xiaoman (chiń. 白小滿樂倫), chiński męczennik, święty katolicki (ur. 1821)
- 29 lutego – August Chapdelaine, francuski misjonarz, męczennik, święty katolicki (ur. 1814)
- 7 marca – Kajetan Koźmian, polski poeta, krytyk literacki i teatralny, publicysta, pamiętnikarz (ur. 1771)
- 22 marca – John Reeves, angielski przyrodnik amator, zoolog i botanik (ur. 1774)
- 26 kwietnia – Piotr Czaadajew (ros. Пётр Я́ковлевич Чаада́ев), rosyjski filozof i publicysta (ur. 1794)
- 14 maja – Teodora Guérin, francuska zakonnica, założycielka Sióstr Opatrzności, święta katolicka (ur. 1798)
- 12 czerwca – Wawrzyniec Maria od św. Franciszka Ksawerego, włoski pasjonista, błogosławiony katolicki (ur. 1782)
- 9 lipca – Amedeo Avogadro di Quaregna, włoski fizyk i chemik (ur. 1776)
- 11 lipca – Josef Kajetán Tyl, czeski pisarz i dramaturg, współtwórca hymnu Czech (ur. 1808)
- 21 lipca – Karol Aarestrup, duński poeta i lekarz (ur. 1800)
- 29 lipca – Robert Schumann, niemiecki kompozytor i krytyk muzyczny (ur. 1810)
- 24 sierpnia
  - William Buckland, angielski geolog i paleontolog (ur. 1784)
  - Emilia de Vialar, francuska zakonnica, święta katolicka (ur. 1797)
- 29 listopada – Frederick William Beechey, brytyjski żeglarz i eksplorator wysp Pacyfiku i Antarktyki (ur. 1796)
- 15 grudnia – Jan Karol Steeb, niemiecki ksiądz, błogosławiony katolicki (ur. 1773)

## Święta ruchome
- Tłusty czwartek: 31 stycznia
- Ostatki: 5 lutego
- Popielec: 6 lutego
- Niedziela Palmowa: 16 marca
- Wielki Czwartek: 20 marca
- Wielki Piątek: 21 marca
- Wielka Sobota: 22 marca
- Wielkanoc: 23 marca
- Poniedziałek Wielkanocny: 24 marca
- Wniebowstąpienie Pańskie: 1 maja
- Zesłanie Ducha Świętego: 11 maja
- Boże Ciało: 22 maja